# Festival de la Cançó d'Eurovisió 1966

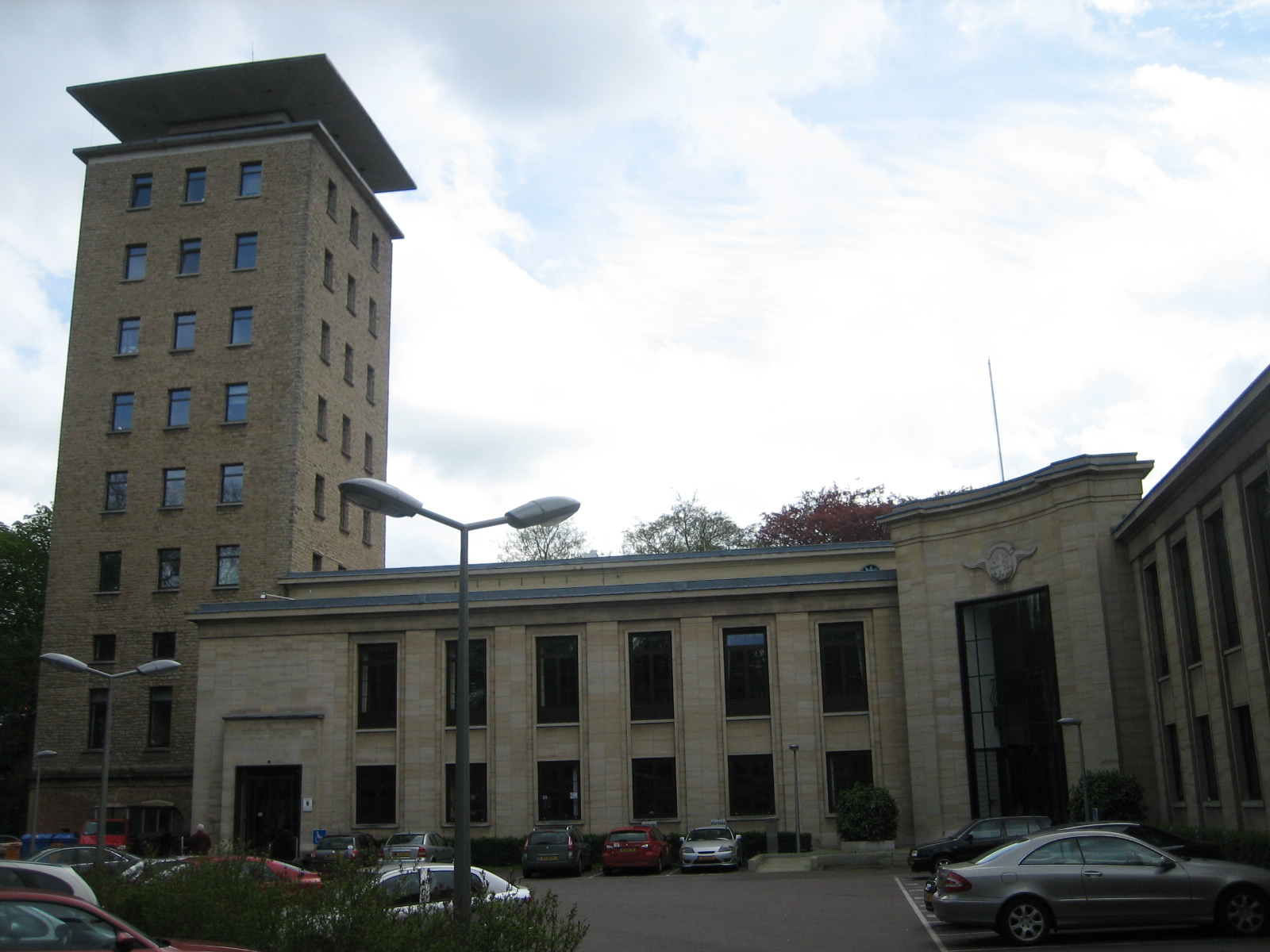
Vila Louvigny, seu del Festival de la Cançó d'Eurovisió 1966.

L'XI Festival de la Cançó d'Eurovisió es va celebrar a la Ciutat de Luxemburg el 5 de març de 1966, després que la representant de Luxemburg, France Gall, obtingués la victòria amb la cançó «Poupée de cire, poupée de son» en l'edició de 1965. Va ser la segona vegada que el país va organitzar el festival, ja que ho havia fet en 1962 després de la seva victòria en 1961. L'esdeveniment va ser conduït per Josiane Shen.
Va ser aquell any quan es va instaurar la norma per la qual només es podia portar un tema en l'idioma nacional de cada país. Això va sorgir com a mesura davant la presentació per part de Suècia del tema en anglès, «Absent friend», l'any anterior.
La cantant neerlandesa, Milly Scott, va ser la primera persona de raça negra a participar en el certamen, i també la primera intèrpret en la història del festival que va prescindir del micròfon de peu que tots els seus antecessors havien emprat. Ella va utilitzar un micròfon de mà.
Finalment, Àustria es va coronar campiona de l'11a edició del Festival d'Eurovisió amb Udo Jürgens i la cançó «Merci, chérie» amb 31 punts, qui va aconseguir d'aquesta manera la primera victòria del país en la història del certamen. En segon lloc va quedar Suècia amb Lill Lindfors & Svante Thuresson i «Nygammal vals» amb 16 punts, i Noruega va quedar en tercer lloc amb Åse Kleveland i «Intet er nytt under solen», que a més va ser la primera dona en no portar un vestit en el festival.

## Països participants

### Cançó i selecció
| País i TV               | Títol original de la cançó         | Artista(es)                      | Procés i data de selecció                                 |
| País i TV               | Traducció al català                | Idioma(es)                       | Procés i data de selecció                                 |
| ----------------------- | ---------------------------------- | -------------------------------- | --------------------------------------------------------- |
| Alemanya Occidental ARD | «Die Zeiger der Uhr»               | Margot Eskens                    | Elecció interna                                           |
| Alemanya Occidental ARD | Les agulles del rellotge           | Alemany                          | Elecció interna                                           |
| Àustria ORF             | «Merci, chérie»                    | Udo Jürgens†                     | Elecció interna                                           |
| Àustria ORF             | Gràcies, estimada                  | Alemany i francès                | Elecció interna                                           |
| Bèlgica RTB             | «Un peu de poivre, un peu de sel»  | Tonia                            | Eurosong, 25-01-1967                                      |
| Bèlgica RTB             | Una mica de pebre, una mica de sal | Francès                          | Eurosong, 25-01-1967                                      |
| Dinamarca DR            | «Stop - mens legen er go»          | Ulla Pia                         | Dansk Melodi Grand Prix 1966, 6-02-1966                   |
| Dinamarca DR            | Para — mentre tot va bé            | Danès                            | Dansk Melodi Grand Prix 1966, 6-02-1966                   |
| Espanya TVE             | «Yo soy aquél»                     | Raphael                          | Elecció interna                                           |
| Espanya TVE             | Jo sóc aquell                      | Castellà                         | Elecció interna                                           |
| Finlàndia YLE           | «Playboy»                          | Ann Christine                    | Final nacional, 22-01-1967                                |
| Finlàndia YLE           | —                                  | Finès                            | Final nacional, 22-01-1967                                |
| França RTF              | «Chez nous»                        | Dominique Walter                 | Elecció interna                                           |
| França RTF              | Per nosaltres                      | Francès                          | Elecció interna                                           |
| Irlanda RTÉ             | «Come back to stay»                | Dickie Rock                      | Final nacional                                            |
| Irlanda RTÉ             | Torna per quedar-te                | Anglés                           | Final nacional                                            |
| Itàlia RAI              | «Dio, come ti amo»                 | Domenico Modugno†                | Festival de la Cançó de Sanremo 1966, 29-01-1966          |
| Itàlia RAI              | Déu, com t'estimo                  | Italià                           | Festival de la Cançó de Sanremo 1966, 29-01-1966          |
| Luxemburg CLT           | «Ce soir je t'attendais»           | Michèle Torr                     | Elecció interna                                           |
| Luxemburg CLT           | Aquesta nit et vaig esperar        | Francès                          | Elecció interna                                           |
| Mònaco TMC              | «Bien plus fort»                   | Tereza Kesojiva                  | —                                                         |
| Mònaco TMC              | Molt més fort                      | Francès                          | —                                                         |
| Noruega NRK             | «Intet er nytt under solen»        | Åse Kleveland                    | Melodi Grand Prix 1966, 5-02-1966                         |
| Noruega NRK             | No hi ha res de nou sota el sol    | Noruec                           | Melodi Grand Prix 1966, 5-02-1966                         |
| Països Baixos NTS       | «Fernando en Filippo»              | Milly Scott                      | Nationaal Songfestival 1966                               |
| Països Baixos NTS       | Fernando i Filippo                 | Neerlandès                       | Nationaal Songfestival 1966                               |
| Regne Unit BBC          | «A man without love»               | Kenneth McKellar†                | A Song For Europe, 27-01-1966 (cantant triat internament) |
| Regne Unit BBC          | Un home sense amor                 | Anglés                           | A Song For Europe, 27-01-1966 (cantant triat internament) |
| Portugal RTP            | «Ele i Ela»                        | Madalena Iglésias                | Gran Prémio TV dona Canção Portuguesa 1966, 15-01-1966    |
| Portugal RTP            | Ell i ella                         | Portuguès                        | Gran Prémio TV dona Canção Portuguesa 1966, 15-01-1966    |
| Suècia SR               | «Nygammal vals»                    | Lill Lindfors & Svante Thuresson | Melodifestivalen 1966, 24-02-1966                         |
| Suècia SR               | Nou antic vals                     | Suec                             | Melodifestivalen 1966, 24-02-1966                         |
| Suïssa SRG SSR          | «Ne vois-tu pas?»                  | Medeleine Pascal                 | Final nacional, 5-02-1966                                 |
| Suïssa SRG SSR          | No ho veus?                        | Francès                          | Final nacional, 5-02-1966                                 |
| Iugoslàvia JRT          | «Brez besed»                       | Berta Ambrož†                    | Eurovizija 1967, 23-01-1967                               |
| Iugoslàvia JRT          | Sense paraules                     | Eslovè                           | Eurovizija 1967, 23-01-1967                               |

1. ↑  Itàlia: Durant els assajos, Domenico Modugno no estava satisfet amb l'orquestra i va deixar l'escenari enutjat. No se sabia exactament si interpretaria la cançó al festival, però finalment ho va fer.

#### Artistes que hi tornen
- Udo Jürgens: Va representar Àustria al Festival de la Cançó d'Eurovisió 1964 i 1965 amb les cançons «Warum nur, warum?» i «Sag ihr, ich lass sie grüßen», i va quedar en 6a i 4a posició, respectivament.
- Domenico Modugno: Va representar Itàlia al Festival de la Cançó d'Eurovisió 1957 i 1959 amb les cançons «Nel blu dipinto di blu» i «Piove», i va quedar en 3a i 6a posició, respectivament.

### Directors d'orquestra
Els països podien presentar el seu propi director d'orquestra o el del país amfitrió, Jean Rodères.
- - Willy Berking
- - Arne Lamberth
- - Jean Rodères
- - Jean Rodères
- - Mojmir Sepe
- - Øivind Bergh
- - Ossi Runne
- - Jorge Costa Pinto
- - Dolf van der Linden
- - Hans Hammerschmid
- - Gert Ove Andersson
- - Rafael Ibarbia
- - Jean Rodères
- - Alain Goraguer
- - Angelo Giacomazzi
- - Franck Pourcel
- - Noel Kelehan
- - Harry Rabinowitz

## Resultats
Encara que el principi de la votació va començar renyit entre Bèlgica, Suècia i Àustria, Bèlgica es va despenjar aviat i Àustria va anar agafant major avantatge sobre Suècia, que acabaria 2a. El podi el va completar Noruega en tercer lloc. Àustria va ser matemàticament guanyadora abans de l'última votació
| Núm. | País                | Intèrpret(s)                     | Cançó                             | Lloc | Punts |
| ---- | ------------------- | -------------------------------- | --------------------------------- | ---- | ----- |
| 01   | Alemanya Occidental | Margot Eskens                    | «Die Zeiger der Uhr»              | 10   | 7     |
| 02   | Dinamarca           | Ulla Pia                         | «Stop - mens legen er go»         | 14   | 4     |
| 03   | Bèlgica             | Tonia                            | «Un peu de poivre, un peu de sel» | 4    | 14    |
| 04   | Luxemburg           | Michele Torr                     | «Ce soir je t'attendais»          | 10   | 7     |
| 05   | Iugoslàvia          | Berta Ambrož                     | «Brez besed»                      | 7    | 9     |
| 06   | Noruega             | Åse Kleveland                    | «Intet er nytt under solen»       | 3    | 15    |
| 07   | Finlàndia           | Ann-Christine Nyström            | «Playboy»                         | 10   | 7     |
| 08   | Portugal            | Madalena Iglésias                | «Ele i Ela»                       | 13   | 6     |
| 09   | Àustria             | Udo Jürgens                      | «Merci, Chérie»                   | 1    | 31    |
| 10   | Suècia              | Lill Lindfors & Svante Thuresson | «Nygammal vals»                   | 2    | 16    |
| 11   | Espanya             | Raphael                          | «Yo soy aquel»                    | 7    | 9     |
| 12   | Suïssa              | Madeleine Pascal                 | «Ne vois-tu pas»                  | 6    | 12    |
| 13   | Mònaco              | Tereza                           | «Bien plus fort»                  | 17   | 0     |
| 14   | Itàlia              | Domenico Modugno                 | «Dio, come ti amo»                | 17   | 0     |
| 15   | França              | Dominique Walter                 | «Chez nous»                       | 16   | 1     |
| 16   | Països Baixos       | Milly Scott                      | «Fernando en Filippo»             | 15   | 2     |
| 17   | Irlanda             | Dickie Rock                      | «Come Back to Stay»               | 4    | 14    |
| 18   | Regne Unit          | Kenneth McKellar                 | «A Man Without Love»              | 9    | 8     |

### Votació
Durant la votació, la presentadora va saludar el portaveu del Regne Unit, però es va equivocar i en lloc de dir «Good evening, London» («Bona tarda, Londres» a manera de salutació), va dir «Good night, London» («Bona nit, Londres» a manera de comiat), al que el portaveu va respondre «Good morning, Luxembourg» («Bon dia, Luxemburg»), quan ja eren les 11 de la nit, la qual cosa va fer que a Josiane li donés un atac de riure. Això va provocar que tot el públic en Vila Louvigny va esclatar en riures i aplaudiments.
| Alemanya Occidental                 | Dinamarca     | Bèlgica | Luxemburg | Iugoslàvia | Noruega | Finlàndia | Portugal | Àustria | Suècia | Espanya franquista | Suïssa | Mònaco | Itàlia | França | Països Baixos | Irlanda | Regne Unit |   | Total |    |
| Participants                        | Alemanya      |         | 0         | 1          | 0       | 0         | 0        | 0       | 0      | 0                  | 0      | 0      | 5      | 0      | 1             | 0       | 0          | 0 | 0     | 7  |
| Participants                        | Dinamarca     | 0       |           | 0          | 0       | 0         | 1        | 3       | 0      | 0                  | 0      | 0      | 0      | 0      | 0             | 0       | 0          | 0 | 0     | 4  |
| Participants                        | Bèlgica       | 5       | 0         |            | 0       | 0         | 0        | 0       | 3      | 0                  | 1      | 0      | 0      | 0      | 0             | 0       | 5          | 0 | 0     | 14 |
| Participants                        | Luxemburg     | 0       | 0         | 0          |         | 0         | 0        | 0       | 0      | 1                  | 5      | 0      | 0      | 0      | 0             | 1       | 0          | 0 | 0     | 7  |
| Participants                        | Iugoslàvia    | 3       | 0         | 0          | 0       |           | 0        | 1       | 0      | 0                  | 0      | 0      | 0      | 0      | 0             | 0       | 0          | 0 | 5     | 9  |
| Participants                        | Noruega       | 1       | 0         | 0          | 0       | 0         |          | 0       | 0      | 3                  | 3      | 3      | 0      | 0      | 5             | 0       | 0          | 0 | 0     | 15 |
| Participants                        | Finlàndia     | 0       | 3         | 0          | 0       | 0         | 3        |         | 0      | 0                  | 0      | 0      | 0      | 0      | 0             | 0       | 1          | 0 | 0     | 7  |
| Participants                        | Portugal      | 0       | 1         | 0          | 0       | 0         | 0        | 0       |        | 0                  | 0      | 5      | 0      | 0      | 0             | 0       | 0          | 0 | 0     | 6  |
| Participants                        | Àustria       | 0       | 0         | 5          | 5       | 5         | 0        | 0       | 1      |                    | 0      | 1      | 3      | 5      | 3             | 3       | 0          | 0 | 0     | 31 |
| Participants                        | Suècia        | 0       | 5         | 0          | 0       | 0         | 5        | 5       | 0      | 0                  |        | 0      | 1      | 0      | 0             | 0       | 0          | 0 | 0     | 16 |
| Participants                        | Espanya       | 0       | 0         | 0          | 0       | 1         | 0        | 0       | 5      | 0                  | 0      |        | 0      | 0      | 0             | 0       | 0          | 0 | 3     | 9  |
| Participants                        | Suïssa        | 0       | 0         | 0          | 1       | 0         | 0        | 0       | 0      | 5                  | 0      | 0      |        | 3      | 0             | 0       | 0          | 3 | 0     | 12 |
| Participants                        | Mònaco        | 0       | 0         | 0          | 0       | 0         | 0        | 0       | 0      | 0                  | 0      | 0      | 0      |        | 0             | 0       | 0          | 0 | 0     | 0  |
| Participants                        | Itàlia        | 0       | 0         | 0          | 0       | 0         | 0        | 0       | 0      | 0                  | 0      | 0      | 0      | 0      |               | 0       | 0          | 0 | 0     | 0  |
| Participants                        | França        | 0       | 0         | 0          | 0       | 0         | 0        | 0       | 0      | 0                  | 0      | 0      | 0      | 1      | 0             |         | 0          | 0 | 0     | 1  |
| Participants                        | Països Baixos | 0       | 0         | 0          | 0       | 0         | 0        | 0       | 0      | 0                  | 0      | 0      | 0      | 0      | 0             | 0       |            | 1 | 1     | 2  |
| Participants                        | Irlanda       | 0       | 0         | 3          | 0       | 3         | 0        | 0       | 0      | 0                  | 0      | 0      | 0      | 0      | 0             | 5       | 3          |   | 0     | 14 |
| Participants                        | Regne Unit    | 0       | 0         | 0          | 3       | 0         | 0        | 0       | 0      | 0                  | 0      | 0      | 0      | 0      | 0             | 0       | 0          | 5 |       | 8  |
| LA TAULA ESTÀ ORDENADA PER APARICIÓ |               |         |           |            |         |           |          |         |        |                    |        |        |        |        |               |         |            |   |       |    |

### Portaveus
- Alemanya Occidental - Werner Veigel (Periodista i presentador de TV)
- Dinamarca - Bent Henius
- Bèlgica - André Hagon
- Luxemburg - Camillo Felgen (Representant de Luxemburg 1960 i 1962)
- Iugoslàvia - Dragana Marković
- Noruega - Erik Diesen (Personalitat de ràdio i televisió[6])
- Finlàndia - Poppe Berg[7]
- Portugal - Maria Manuela Furtado
- Àustria - Ernst Grissemann
- Suècia - Edvard Matz
- Suïssa - Alexandre Burger
- Espanya - Margarita Nicola
- Itàlia - Enzo Tortora (Presentador de TV)
- França - Claude Darget
- Països Baixos - Herman Brouwer[8]
- Irlanda - Frank Hall (Periodista i locutor)
- Regne Unit - Michael Aspel (Presentador de TV)

## Retransmissió i comentaristes

### Països participants
- Alemanya Occidental (ARD Deutsches Fernsehen): Hans-Joachim Rauschenbach
- Dinamarca (DR TV): Skat Nørrevig
- Bèlgica (RTB): Paule Herreman

(BRT): Herman Verelst
- Luxemburg (Télé-Luxembourg): Jacques Navadic[9]
- Iugoslàvia (Televizija Beograd): Miloje Orlović

(Televizija Zagreb): Mladen Delić
(Televizija Ljubljana): Presaž Terček
- Noruega (NRK i NRK P1): Sverre Christophersen
- Finlàndia (TV-ohjelma 1): Aarno Walli
- Portugal (RTP): Henrique Mendes
- Àustria (ORF): Emil Kollpacher
- Suècia (Sveriges Radio-TV i SR P3): Sven Lindahl[10]
- Espanya (TVE): Federico Gallo
- Suïssa (TV DRS): Theodor Haller

(TSR): Georges Hardy
(TSI): Giovanni Bertini
- Mònaco (Télé Monte Carlo): François Deguelt
- Itàlia (Secondo Programma): Renato Tagliani
- França (Première Chaîne RTF): François Deguelt[9]
- Països Baixos (Nederland 1): Teddy Scholten[8]
- Irlanda (RTÉ Television): Brendan O'Reilly

(Radio Éireann): Kevin Roche
- Regne Unit (BBC 1): David Jacobs

(BBC Light Programme): John Duhn

### Països no participants
- Alemanya Oriental (Deutscher Fernsehfunk)
- xecoslovàquia(ČST)
- Hongria (RTV)
- Marroc (SNRT)
- Polònia (TP)
- Romania (TVR)
- Unió Soviètica (CT USSR)